# Église Saint-Alcmond de Derby

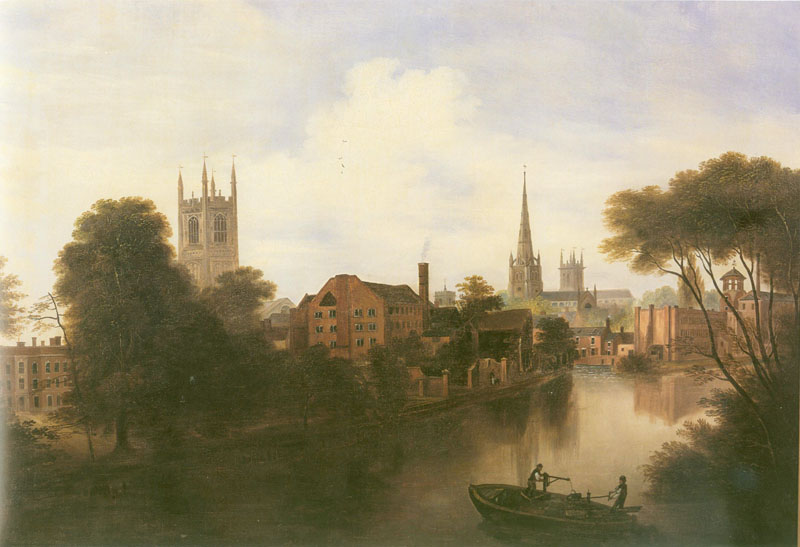
Sur ce tableau de Robert Bradbury, l'église St-Alkmund possède une flèche, ce qui date l'œuvre d'après 1845. Elle est aujourd'hui au musée de Derby.

L'église Saint-Alcmond (anglais : Saint Alkmund's Church), est une église victorienne de Derby aujourd'hui détruite. Dédiée à saint Alcmond, elle se trouvait entre Bridgegate et Queen Street, sur une place qui était la seule d'époque georgienne de la ville.

## Histoire

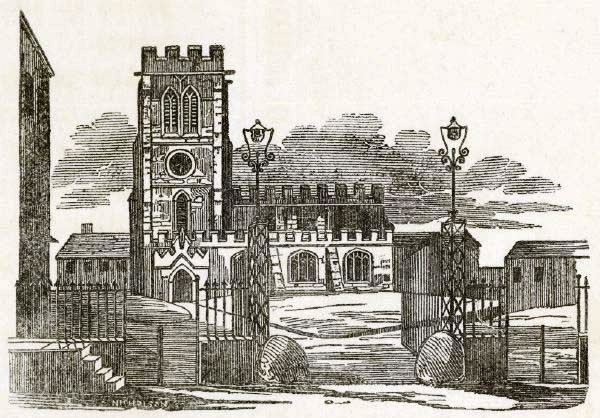
Ce dessin de 1750 représente l'église ancienne. Il provient de la collection de Thomas Bateman.

L'église a été construite en 1846, par l'architecte Henry Isaac Stevens, pour un coût de 7 700 livres sterling, sur un site où depuis le IXe siècle s'étaient déjà succédé plusieurs sanctuaires pareillement dédiés à saint Alcmond. 
Elle fut bâtie en pierre de taille, dans un style gothique. L'architecture intérieure, faite de hauts piliers et de voûtes de pierre, était triomphale. Les nefs centrale et latérale étaient amples et l'église possédait un chœur. Son clocher était soutenu par des arcs-boutants. L'achèvement de la construction, dans l'année 1846, fut marqué par le ré-enterrement du peintre Joseph Wright of Derby dans le cimetière de St-Alkmund.
Néanmoins cette construction souleva une controverse parmi les citoyens de Derby. Comme sa flèche dressait ses 66 mètres droit dans la ligne de mire de St Mary's Church, l'église des catholiques de la ville,  ceux-ci affublèrent pendant de longues années le nouvel édifice anglican du surnom peu flatteur de The Church of the Holy Spite, « l'église du Saint-Dépit ».
L'église était environnée de nombreuses townhouses, « maisons de ville » à deux ou trois niveaux qui bordaient la place et le cimetière. Parmi les autres bâtiments notables se trouvaient The Lamb Inn, auberge ouverte en 1835 qui possédait sa propre brasserie, une confiserie datant du XVIIe siècle, située à l'angle de la place et de Bridgegate, et plusieurs boutiques qui remontaient au Moyen Âge, à l'entrée de Queen Street. Le secteur a été décrit par Nikolaus Pevsner comme « une reviviscence du XVIIIe siècle incomparable, une oasis de tranquillité. »
Au milieu des années 1950, on découvrit que le bois de la charpente porteuse du clocher était en train de se gauchir et de pourrir. Cela conduisit à « étêter » le clocher et les 6 mètres supérieurs furent enlevés à des fins de restauration. Les causes en tenaient aux faiblesses structurelles découvertes dans l'appareil de pierre et de bois du clocher lui-même. Des programmes de remplacement de la partie supérieure furent établis, sans être jamais réalisés. En même temps que la pointe de la flèche, on enleva plusieurs des éléments de style gothique de la toiture, sans qu'aucune raison ait jamais été donnée pour ce faire.

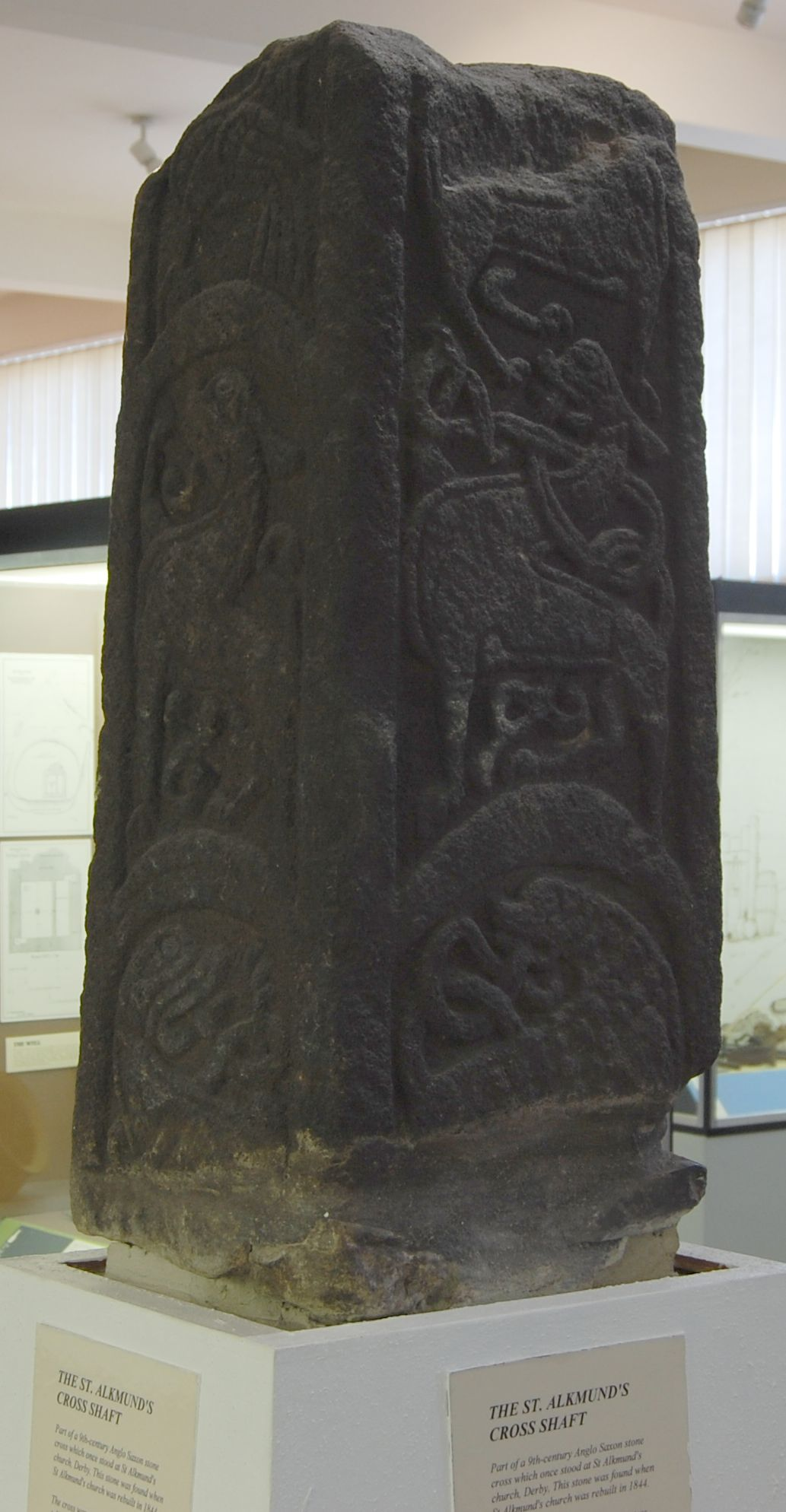
Partie de croix provenant de l'ancienne église St-Alkmund, aujourd'hui au musée de Derby.

En 1963, le conseil municipal de Derby annonça un plan d'amélioration de la circulation dans la commune. Un élément en était la construction d'une nouvelle route qui serait creusée à travers le site de l'église et du cimetière, ce qui suscita les vives critiques de nombreux habitants. Néanmoins le secteur fit l'objet d'une expropriation et la démolition commença en 1968. Pendant les travaux, le site de l'église d'origine fut mis au jour, de même qu'une tombe supposée être celle de saint Alcmond et plusieurs autres éléments qui sont aujourd'hui exposés au musée de Derby.
Les lieux sont maintenant recouverts par le boulevard circulaire intérieur de Derby et ne présentent plus guère de traces de l'église. Toutefois, une plaque a été érigée en mémoire de l'édifice. En remplacement, une église moderne de même nom a été construite sur Kedleston Road, au début des années 1970.